# Tetramesa beckmanniae
Tetramesa beckmanniae är en stekelart som beskrevs av Zerova 1969. Tetramesa beckmanniae ingår i släktet Tetramesa och familjen kragglanssteklar.
Artens utbredningsområde är:
- Ungern.
- Rumänien.
- Ukraina.

Inga underarter finns listade i Catalogue of Life.